# TRNK (adenin57-N1/adenin58-N1)-metiltransferaza
TRNK (adenin57-1/adenin58-1)-metiltransferaza (EC 2.1.1.219, TrmI, PabTrmI, AqTrmI, MtTrmI) je enzim sa sistematskim imenom S-adenozil--metionin:tRNK (adenin57/adenin58-1)-metiltransferaza. Ovaj enzim katalizuje sledeću hemijsku reakciju
2 -adenozil--metionin + adenin57/adenin58 u tRNK {\displaystyle \rightleftharpoons } 2 S-adenozil-L-homocistein + N1-metiladenin57/1-metiladenin58 u tRNK
Ovaj enzim katalizuje formiranje N1-metiladenina u dve susedne pozicije (57 i 58) u T-petlji pojedinih tRNK molekula (npr. tRNKAsp). Metiladenozin u poziciji 57 je obligatorni intermedijer za sintezu metilinozina, koji je obično prisutan u poziciji 57 arhejnih tRNK molekula.

## Literatura
- Nicholas C. Price; Lewis Stevens (1999). Fundamentals of Enzymology: The Cell and Molecular Biology of Catalytic Proteins (Third изд.). USA: Oxford University Press. ISBN 019850229X.
- Eric J. Toone (2006). Advances in Enzymology and Related Areas of Molecular Biology, Protein Evolution (Volume 75 изд.). Wiley-Interscience. ISBN 0471205036.
- Branden C; Tooze J. Introduction to Protein Structure. New York, NY: Garland Publishing. ISBN 0-8153-2305-0.
- Irwin H. Segel. Enzyme Kinetics: Behavior and Analysis of Rapid Equilibrium and Steady-State Enzyme Systems (Book 44 изд.). Wiley Classics Library. ISBN 0471303097.

## Spoljašnje veze
- TRNA+(adenine57-N1/adenine58-N1)-methyltransferase на 